# Hemipeplus madagascariensis
Hemipeplus madagascariensis là một loài bọ cánh cứng trong họ Mycteridae. Loài này được Grouvelle miêu tả khoa học năm 1906.